# Honoré Fragonard

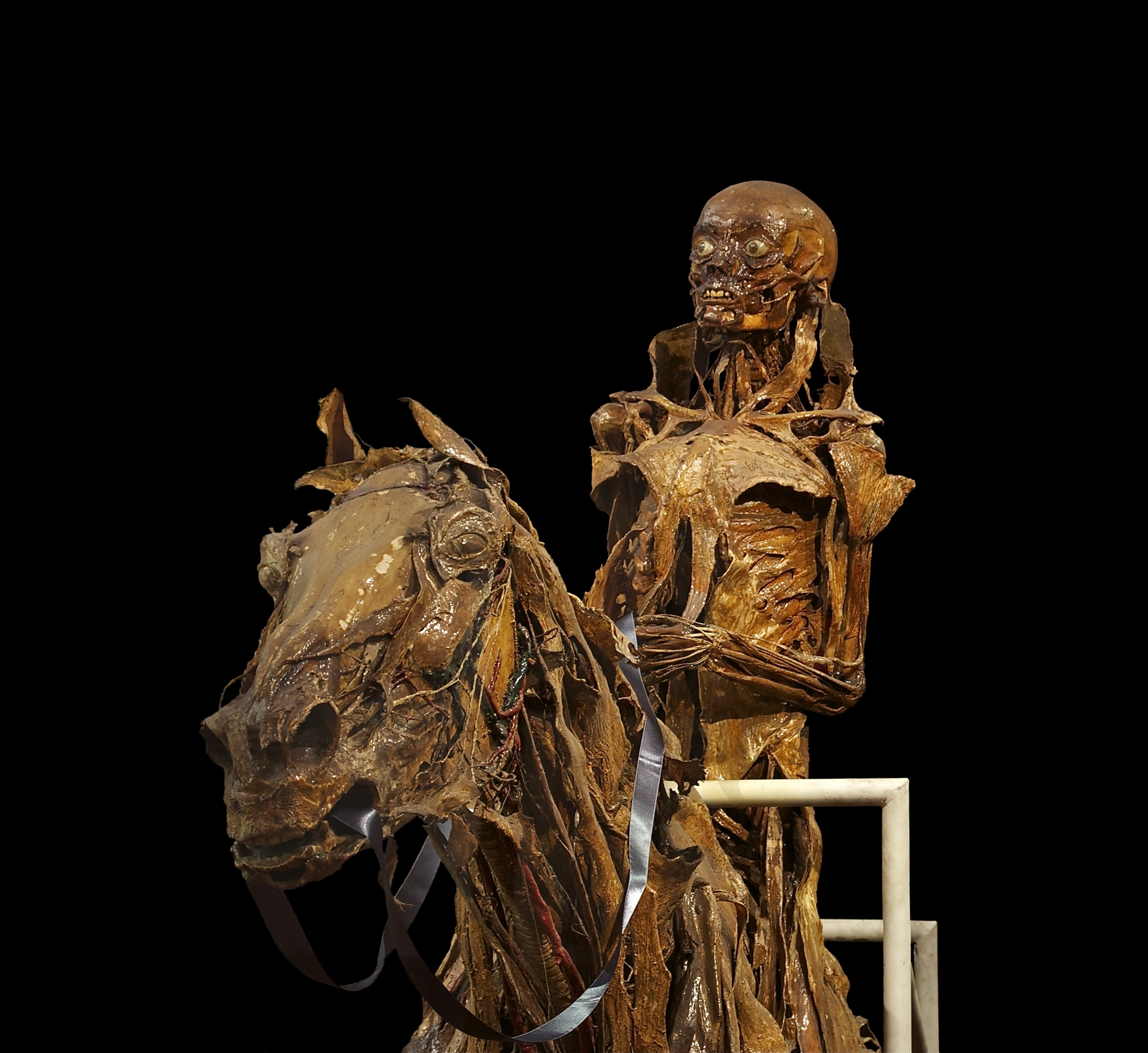
Écorché van een paard en ruiter, gemaakt door Honoré Fragonard tussen 1766 en 1771

Honoré Fragonard (Grasse, 13 juni 1732 – 5 april 1799) was een Frans anatoom, die tegenwoordig vooral bekend is vanwege zijn collectie écorchés. Veel van zijn werk staat tentoongesteld in het Museum Fragonard.

## Biografie
Fragonard was een neef van schilder Jean-Honoré Fragonard. Hij studeerde chirurgie en kreeg in 1759 zijn licentie. In 1762 werd hij door Claude Bourgelat, oprichter van de eerste dierenartsschool ter wereld, gerekruteerd als medewerker. Hier begon Fragonard met het maken van zijn eerste anatomietentoonstellingen. In 1765 gaf koning Lodewijk XV van Frankrijk opdracht tot het oprichten van een tweede dierenartsschool. Hierop stichtte Fragonard de École nationale vétérinaire d'Alfort. Fragonard was gedurende zes jaar professor anatomie aan deze school, maar werd in 1771 ontslagen omdat hij anatomie als kunst ging gebruiken. Hij zette zijn werk vanuit huis voort en verdiende de kost door zijn écorchés te verkopen aan de aristocratie.
Fragonard ging zorgvuldig te werk bij het ontleden van een dier. Hij gebruikte nieuwe technieken om een dood lichaam te conserveren. Veel van zijn werk was meer bedoeld als kunstwerk dan voor wetenschappelijke doeleinden. In 1793 werd hij samen met zijn neef lid van de Jury national des arts.
Veel van zijn werk is in de loop der jaren verloren gegaan.

## Honoré Fragonard in fictie
- Honoré Fragonard heeft een korte maar belangrijke rol in Susanne Alleyn's historische roman The Cavalier of the Apocalypse (2009).
- Fragonard is het central personage in de Franse roman Le Cousin de Fragonard (2006) door Patrick Roegiers.